# Indarbela tegula
Indarbela tegula is een vlinder uit de familie van de Metarbelidae. De wetenschappelijke naam van de soort is voor het eerst gepubliceerd in 1897 door William Lucas Distant.
Deze soort komt voor in Zambia, Malawi, Mozambique, Zimbabwe en Zuid-Afrika.